# Furipterus horrens
El murciélago sin pulgar (Furipterus horrens) es una especie de quiróptero,  de la familia Furipteridae, monotípico del género Furipterus. Se encuentra en los bosques húmedos desde el sur de Nicaragua hasta Brasil; también isla Trinidad. 

## Descripción
Presenta pelaje gris; orejas cortas, redondeadas y dirigidas hacia adelante; ojos diminutos y ocultos en el pelaje; bigotes sobre los lados de la boca; nariz levantada; la cola está encerrada dentro del uropatagio y más corta que este. La longitud del cuerpo con la cabeza alcanza entre 3,3 y 3,9 cm, la de la cola de 2,1 a 2,7 cm, el pie 7 a 9 mm, la oreja 8 a 12 mm y la longitud del antebrazo de 3,3 a 3,7 cm. Pesa entre 3 y 4 g. Su pulgar pequeño se incluye en la membrana del ala, causando la apariencia de no tener pulgar.

## Comportamiento
Nocturno. Se refugia durante el día en pequeños grupos en colonias de hasta de 60 individuos las cuevas, huecos de troncos caídos y grietas profundas entre las rocas. Se alimenta de insectos, especialmente lepidópteros.